# Fotnot (film)
Fotnot (originaltitel: Hearat Shulayim) är en israelisk dramafilm från 2011 som är skriven och regisserad av Joseph Cedar.
Filmen var nominerad för en Oscar för bästa utländska film under Oscarsgalan 2012.
Fotnot kretsar kring rivaliteten mellan en far och hans son som båda arbetar med att studera Talmud men har olika inställning till sitt arbete.

## Rollista
- Shlomo Bar Aba – Eliezer Shkolnik
- Lior Ashkenazi – Uriel Shkolnik
- Alisa Rosen – Yehudit Shkolnik
- Alma Zack – Dikla Shkolnik
- Daniel Markovich – Josh Shkolnik
- Micah Lewensohn – Yehuda Grossman
- Yuval Scharf – Noa, reportern
- Nevo Kimchi – Yair Fingerhut
- Yona Elian – Yuli Tamir, utbildningsminister (röst)